# Памятный нагрудный знак «Воин-миротворец»

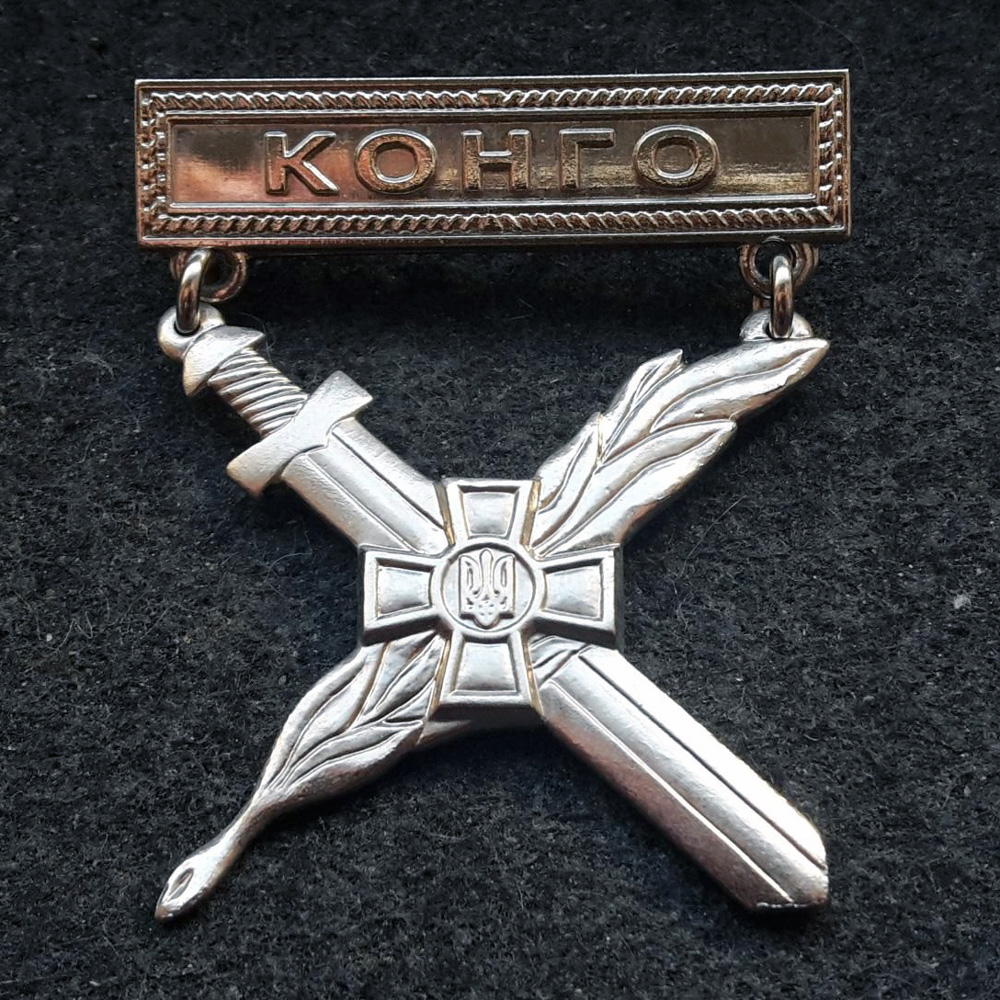
Памятный нагрудный знак "Воин-Миротворец. КОНГО"

Памятный нагрудный знак Министерства обороны Украины «Воин-миротворец» (укр. Пам'ятний нагрудний знак «Воїн-миротворець») — ведомственное поощрительное отличие Министерства обороны Украины, входившее в действовавшую до 2012 года систему отличий.

## История награды
- Отличие учреждено приказом Министра обороны Украины от 20 мая 2003 года № 143.
- 30 мая 2012 года Президент Украины В.Ф. Янукович издал Указ, которым утвердил новое положение о ведомственных поощрительных отличиях; министрам, руководителям центральных органов исполнительной власти, руководителям (командующим) военных формирований, государственных правоохранительных органов было поручено обеспечить в установленном порядке пересмотр актов об учреждении ведомственных поощрительных отличий, приведение таких актов в соответствие с требованиями этого Указа[1]. На протяжении 2012–2013 годов Министерством обороны Украины была разработана новая система поощрительных отличий[2], которая уже не включала памятный знак «Воин-миротворец».

## Положения о памятном нагрудном знаке
- Памятным нагрудным знаком Министерства обороны Украины «Воин-миротворец» награждаются военнослужащие Вооружённых Сил Украины, которые проходили службу в составе украинских миротворческих контингентов, миротворческого персонала, миссий Организации Объединенных Наций или Организации по безопасности и сотрудничеству в Европе не менее 60 суток, а также те военнослужащие, которые получили ранения, заболевания или травмы во время прохождения службы в составе украинских миротворческих контингентов, миротворческого персонала, миссий Организации Объединенных Наций или Организации по безопасности и сотрудничеству в Европе независимо от срока пребывания в них.
- Награждение знаком «Воин-миротворец» производится приказом Министра обороны Украины (по личному составу).
- Награждённому знаком «Воин-миротворец» вручается знак и удостоверение к нему.
- Награждение знаком «Воин-миротворец» может быть произведено посмертно.
- В случае награждения знаком «Воин-миротворец» посмертно, знак и удостоверение к нему передаются семье награждённого.
- В случае утери (порчи) знака «Воин-миротворец» дубликат на замену утраченного (испорченного) не выдаётся.

## Описание памятного нагрудного знака
- Памятный нагрудный знак Министерства обороны Украины «Воин-миротворец» изготавливается из белого металла и имеет вид скрещенных под прямым углом оливковой ветви и меча остриём вниз длиной по 44 мм. На пересечении меча и оливковой ветви размещен прямой равносторонний крест с расходящимися концами, в центре которого на круглом медальоне расположен Знак Княжеского Государства Владимира Великого. Все изображения рельефные.
- При помощи ушек и колец нагрудный знак соединяется с прямоугольной пластинкой с рельефным рантом, на которой рельефными буквами, выполнена надпись, отображающая название географического региона или страны, где проводилась миротворческая операция. Размер пластинки: ширина 36 мм, высота — 8 мм. На оборотной стороне пластинки размещено приспособление для крепления нагрудного знака к одежде.
- Существуют знаки с надписями[3]:
  - «ВОЇН-МИРОТВОРЕЦЬ» (Воин-миротворец),
  - «АНГОЛА»,
  - «АФГАНІСТАН» (Афганистан),
  - «БОСНІЯ» (Босния),
  - «БОСНІЯ І ГЕРЦЕГОВИНА» (вариант «БОСНІЯ ТА ГЕРЦЕГОВИНА») (Босния и Герцеговина),
  - «ГВАТЕМАЛА»,
  - «ГРУЗІЯ» (Грузия),
  - «ЕФІОПІЯ» (Эфиопия),
  - «ЕФІОПІЯ І ЕРІТРЕЯ» (вариант «ЕФІОПІЯ ТА ЕРИТРЕЯ») (Эфиопия и Эритрея),
  - «ІРАК» (Ирак),
  - «КОНГО»,
  - «КОСОВО»,
  - «КУВЕЙТ»,
  - «ЛІБЕРІЯ» (Либерия),
  - «ЛІВАН» (Ливан),
  - «МАКЕДОНІЯ» (Македония),
  - «МОЛДОВА»,
  - «СУДАН»,
  - «СХІДНА СЛАВОНІЯ» (Восточная Славония),
  - «СЬЄРРА-ЛЕОНЕ» (вариант «СЬЄРА-ЛЕОНЕ») (Сьерра-Леоне),
  - «ТАДЖИКИСТАН»,
  - «ХОРВАТІЯ» (Хорватия),
  - «ЮГОСЛАВІЯ» (Югославия).

## Порядок ношения знака
Памятный нагрудный знак Министерства обороны Украины «Воин-миротворец» носят на кителе по центру левого нагрудного кармана.